# Omalophora kariyai
Omalophora kariyai är en insektsart som beskrevs av Matsumura 1942. Omalophora kariyai ingår i släktet Omalophora och familjen spottstritar. Inga underarter finns listade i Catalogue of Life.